# Nowotroickoje (obwód orenburski)
Nowotroickoje (ros. Новотроицкое) – wieś (sieło) w Rosji, w obwodzie orenburskim, w rejonie oktiabrskim. W 2010 liczyła 500 mieszkańców.